# Нильсен, Ханс Якоб
Ханс Якоб Нильсен (дат. Hans Jacob Nielsen; 2 сентября 1899, Нествед, Дания — 6 февраля 1967, Ольборг, Дания) — датский боксёр, чемпион Олимпийских игр в Париже 1924 года в лёгком весе.

## Спортивная карьера
Принял участие в Олимпийских играх в Антверпене (1920).

В полулёгком весе в турнире участвовало 17 человек. Допускалось участие двух представителей от каждой страны.
Результаты на Олимпийских играх 1920 (вес до 57,15 кг):

В первом круге был свободен

Проиграл Джеймсу «Джиму» Катеру (Великобритания) по очкам
Принял участие в Олимпийских играх в Париже (1924), где завоевал золотую медаль.

В лёгком весе в турнире участвовало 30 человек. Допускалось участие двух представителей от каждой страны.

Победив всех своих соперников Ханс Якоб Нильсен стал первым датским олимпийским чемпионом по боксу.
Результаты на Олимпийских играх 1924 (вес до 61,24 кг):

Победил Зоробабеля Родригеса (Чили) по очкам

Победил Ричарда Савиньяка (Франция) по очкам

Победил Хаакона Хансена (Норвегия) по очкам

Победил Фредерика Бойлстайна (США) по очкам

Победил Альфредо Копельо (Аргентина) по очкам
Принял участие в Олимпийских играх в Амстердаме (1928), где занял 4 место.

В лёгком весе в турнире участвовало 24 человека. Допускалось участие одного представителя от каждой страны.

Проиграл в полуфинале итальянцу Карло Орланди, ставшему олимпийским чемпионом. Проиграл в бою за бронзовую медаль призёру чемпионата Европы 1927 года шведу Гуннару Берггрену.
Результаты на Олимпийских играх 1928 (вес до 61,24 кг):

Победил Матиаса Санкасани (Люксембург) по очкам

Победил Давида Баана (Нидерланды) по очкам

Проиграл Карло Орланди (Италия) по очкам

Проиграл (за 3-4 место) Гуннару Берггрену (Швеция) по очкам